# Romania ai Giochi della XVII Olimpiade
La Romania partecipò ai Giochi della XVII Olimpiade che si sono svolti a Roma dal 25 agosto all'11 settembre 1960, con una delegazione di 98 atleti impegnati in tredici discipline.

## Medagliere

### Per discipline
| Sport              | Oro | Argento | Bronzo | Totale |
| ------------------ | --- | ------- | ------ | ------ |
| Lotta greco-romana | 1   | 1       | 1      | 3      |
| Atletica leggera   | 1   | 0       | 1      | 2      |
| Tiro               | 1   | 0       | 0      | 1      |
| Canoa/kayak        | 0   | 0       | 1      | 1      |
| Ginnastica         | 0   | 0       | 1      | 1      |
| Pugilato           | 0   | 0       | 1      | 1      |
| Scherma            | 0   | 0       | 1      | 1      |
| Totale             | 3   | 1       | 6      | 10     |

### Medaglie
| Medaglia | Atleta                                                                                   | Sport              | Evento                         |
| -------- | ---------------------------------------------------------------------------------------- | ------------------ | ------------------------------ |
| Oro      | Iolanda Balaș                                                                            | Atletica leggera   | Salto in alto femminile        |
| Oro      | Dumitru Pîrvulescu                                                                       | Lotta greco-romana | Pesi mosca                     |
| Oro      | Ion Dumitrescu                                                                           | Tiro               | Fossa olimpica                 |
| Argento  | Ion Cernea                                                                               | Lotta greco-romana | Pesi gallo                     |
| Bronzo   | Lia Manoliu                                                                              | Atletica leggera   | Lancio del disco femminile     |
| Bronzo   | Leon Rotman                                                                              | Canoa/kayak        | C1 1000 metri maschile         |
| Bronzo   | Sonia Iovan Elena Leuștean Elena Mărgărit Atanasia Ionescu Uta Poreceanu Emilia Vătășoiu | Ginnastica         | Concorso a squadre femminile   |
| Bronzo   | Ion Țăranu                                                                               | Lotta greco-romana | Pesi medi                      |
| Bronzo   | Ion Monea                                                                                | Pugilato           | Pesi medi                      |
| Bronzo   | Maria Vicol                                                                              | Scherma            | Fioretto individuale femminile |

## Risultati

### Pallanuoto
| Atleta | Classifica |                    |
| --- | --- | ------------------ |
| V · D · M Nazionale maschile rumena di pallanuoto · Giochi olimpici - Roma 1960 Ştefănescu · Bădiţă · Zahan · Blajek · Szabo · Grinţescu · Kroner · Balint · Firoiu · Mureșan · Șimon · CT : - | 5° |                    |
| Nazionale maschile rumena di pallanuoto · Giochi olimpici - Roma 1960 | |                    |
| Ştefănescu · Bădiţă · Zahan · Blajek · Szabo · Grinţescu · Kroner · Balint · Firoiu · Mureșan · Șimon · CT: -                                                                                  | Ştefănescu · Bădiţă · Zahan · Blajek · Szabo · Grinţescu · Kroner · Balint · Firoiu · Mureșan · Șimon · CT: - | Romania (bandiera) |